# Muntanya de Conill
La Muntanya de Conill és una muntanya de 694 metres que es troba entre els municipis de Cabra del Camp, a la comarca de l'Alt Camp i de Barberà de la Conca i Sarral, a la comarca de la Conca de Barberà.